# إيلين فيربيرن
إيلين فيربيرن (بالإنجليزية: Eileen Fairbairn)‏ هي مُدرسة وجغرافية نيوزيلندية، ولدت في 27 يونيو 1893 في دنيدن في نيوزيلندا، وتوفيت في 9 أغسطس 1981.